# Agobardus obscurus
Agobardus obscurus är en spindelart som beskrevs av Bryant 1943. Agobardus obscurus ingår i släktet Agobardus och familjen hoppspindlar. Inga underarter finns listade i Catalogue of Life.